# Greuth (Nürnberg)
Greuth (fränkisch: Graid) ist ein Gemeindeteil der kreisfreien Stadt Nürnberg. Greuth ist der südlichste Ort des Stadtgebiets von Nürnberg und ist als Distrikt 497 Teil des Statistischen Bezirkes 49 (Kornburg, Worzeldorf).

## Lage
Unmittelbar westlich des Weilers verläuft der Main-Donau-Kanal, im Süden die Bundesautobahn 6 und im Norden die Staatsstraße 2407. Eine Gemeindeverbindungsstraße führt die St 2407 kreuzend nach Gaulnhofen zur Kreisstraße N 1 (2 km nördlich). Im Ort steht eine Linde, die als Naturdenkmal ausgezeichnet ist. Auf dem Weg nach Gaulnhofen, unmittelbar nördlich der St 2407 steht eine weitere denkmalgeschützte Linde.

## Geschichte
Die ältesten Quellen über das an Kloster Ellwangen zinspflichtige Rodungsdorf „Gerivte“ stammen von Anfang des 13. Jahrhunderts. 1213 verkauft Friedrich von Haslach ein Gut in „Gerute“ dem Kloster Heilsbronn. 1241 gabes im Ort sieben Untertansfamilien. Seit 1313 unterstand „Reut“ dem Kloster Ebrach.
Gegen Ende des 18. Jahrhunderts bestand Greuth aus fünf Anwesen (2 Ganzhöfe, 3 Dreiviertelhöfe) und einem Gemeindehirtenhaus. Das Hochgericht übte das brandenburg-ansbachische Richteramt Kornburg aus. Die Dorf- und Gemeindeherrschaft sowie die Grundherrschaft über sämtliche Anwesen hatte das Amt Katzwang des Kloster Ebrachs.
Von 1797 bis 1808 unterstand Greuth dem Justiz- und Kammeramt Schwabach. 1806 kam der Ort an das Königreich Bayern. Im Rahmen des Gemeindeedikts wurde Greuth dem 1808 gebildeten Steuerdistrikt Katzwang und der 1818 gebildeten Ruralgemeinde Katzwang zugeordnet. Am 1. Juli 1972 wurde Greuth im Zuge der Gebietsreform in Bayern nach Nürnberg eingemeindet.

### Einwohnerentwicklung
| Jahr      | 001818 | 001840 | 001861 | 001871 | 001885 | 001900 | 001925 | 001950 | 001961 | 001970 | 001987 | 001997 |
| Einwohner | 46     | 45     | 45     | 52     | 51     | 39     | 39     | 60     | 24     | 34     | 29     | 32     |
| Häuser    | 7      | 7      |        |        | 7      | 7      | 7      | 7      | 7      |        | 7      |        |
| Quelle    | [ 12 ] | [ 13 ] | [ 14 ] | [ 15 ] | [ 16 ] | [ 17 ] | [ 18 ] | [ 19 ] | [ 20 ] | [ 21 ] | [ 22 ] | [ 1 ]  |

## Religion
Greuth ist seit der Reformation evangelisch-lutherisch geprägt und bis heute nach Katzwang gepfarrt. Die Katholiken sind nach St. Marien (Neukatzwang) gepfarrt.